# Plateremaeus callosus
Plateremaeus callosus är en kvalsterart som beskrevs av Hammer 1979. Plateremaeus callosus ingår i släktet Plateremaeus och familjen Plateremaeidae. Inga underarter finns listade i Catalogue of Life.